# Lina Kačiušytė
Lina Kačiušytė (* 1. Januar 1963 in Vilnius) ist eine  litauische Sportfunktionärin und ehemalige Schwimmerin, die in den 1970er und 1980er Jahren für die Sowjetunion startete.

## Leben
Kačiušytė lernte in der 7. Mittelschule Vilnius in Žirmūnai. Ab ihrem 8. Lebensjahr trainierte sie sich im Schulschwimmbad bei Trainerin Aušrinė Šukytė. Von 1974 bis 1977 besuchte sie die „Žalgiris“-Sportschule. Ihr Trainer war Arvydas Gražiūnas. 1985 absolvierte sie das Diplomstudium am Vilniaus pedagoginis institutas. Dann arbeitete sie als Übersetzerin vom Englisch, Spanisch, Russisch und dann als oberste Spezialistin in der Unterabteilung für Sport der Verwaltung der Stadtgemeinde Vilnius.
Sie ist Mitglied im litauischen Olympischen Komitee.

## Erfolge
Ihren ersten großen internationalen Auftritt hatte sie bei den Weltmeisterschaften 1978 in Berlin, als sie den Titel über 200 m Brust gewann. Dabei verbesserte sie im Verlauf des Wettkampfs den Weltrekord gleich zwei Mal. Bei den Olympischen Spielen 1980 in Moskau wurde sie Olympiasiegerin über 200 m Brust. 1979 war sie sowjetische Meisterin (200 m).
Sie war die erste Frau, die die 200 m Brust unter 2:30,0 Minuten schwamm. Im Jahr 1998 wurde sie in die Ruhmeshalle des internationalen Schwimmsports aufgenommen.